# گروه بزرگ اختروش

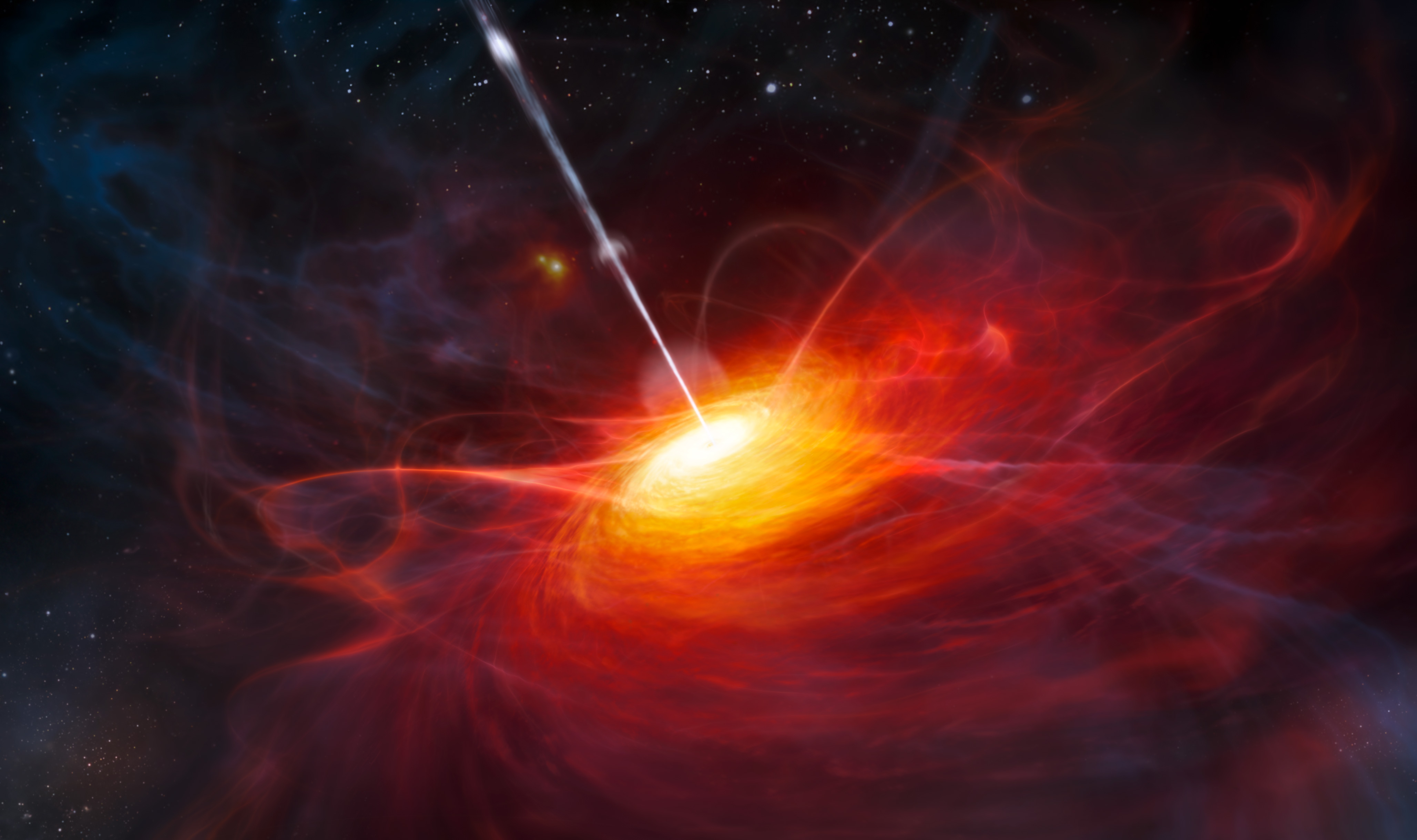
پنداشت یک هنرمند از یک اختروش که توسط سیاه‌چاله‌ای با جرم دو میلیارد برابر خورشید تغذیه می‌شود.

گروه بزرگ اختروش (LQG) به گردایه‌ای از اختروش‌ها(شکلی از هسته‌های کهکشانی فعال سیاه‌چاله‌های کلان‌جرم) گفته‌می‌شود که گمان می‌رود بزرگترین ساختارهای نجومی شناخته‌شده در جهان هستند.